# Leocyma candace
Leocyma candace är en fjärilsart som beskrevs av Fawcett 1916. Leocyma candace ingår i släktet Leocyma och familjen trågspinnare. Inga underarter finns listade i Catalogue of Life.